# Юдин, Валерий Геннадьевич
Вале́рий Генна́дьевич Юдин (7 июня 1938, Анжеро-Судженск, Новосибирская область, РСФСР, СССР — 17 июля 2010, Йошкар-Ола, Марий Эл, Россия) — советский и российский учёный-машиностроитель, доктор технических наук, профессор. Заведующий кафедрой деталей машин и теории машин и механизмов Марийского государственного технического университета (1986―2015). Заслуженный конструктор РСФСР (1991). Заслуженный деятель науки Республики Марий Эл (1996). Лауреат Государственной премии Республики Марий Эл (1997). Член-корреспондент РАЕ (с 1996).

## Биография
Родился 7 июня 1938 года в городе Анжеро-Судженск Кемеровской области. 
В 1957 году окончил Анжеро-Судженский горный техникум.
В 1962 году окончил Томский политехнический институт, в 1966 году — аспирантуру Фрунзенского политехнического института Киргизской ССР.
В 1966—1969 годах — старший научный сотрудник Института горного дела Сибирского отделения АН СССР и Института физики и механики горных пород АН Киргизской ССР.
В 1969 году приехал в г. Йошкар-Олу: в 1969—1986 годах — старший преподаватель, доцент, профессор, с 1986 года — заведующий кафедрой деталей машин и теории машин и механизмов Марийского государственного технического университета.   
Скончался 17 июля 2010 года в г. Йошкар-Оле. 

## Научно-преподавательская деятельность
В 1966 году защитил кандидатскую диссертацию на тему «Исследование и создание баровых землерезных машин». Кандидат технических наук (1966). В 1990 году защитил докторскую диссертацию на тему «Синтез оптимальных конструкций цепных землерезных машин». Доктор технических наук (1990).
Является автором более 100 научных трудов, в том числе нескольких монографий. Имеет 33 авторских свидетельства и патента на изобретения.
Признан как специалист в области разработки цепных землерезных машин. Совместно с коллективом научно-инженерного центра «Импульс» АН Киргизской ССР им была выполнена научная работа по обобщению опыта создания буровой и землерезной техники, камнерезных машин с изданием двух монографий и брошюры, рекомендуемых для пользования сотрудниками НИИ и производств, а также в качестве учебных пособий для студентов вузов горных и строительных специальностей. В 1974—1980 годах при участии автора организовано опытное (в Марийском территориальном управлении строительства, НИЦ «Импульс» АН Киргизской ССР) и серийное (в объединении «Татнефть» Татарии; на Хмельницком механическом заводе Украины) производство новой техники.
С 3 июня 1996 года — член-корреспондент РАЕ.
За достигнутые результаты в области науки и техники, изобретательства в 1992 году ему присвоено почётное звание «Заслуженный конструктор РСФСР», в 1996 году — звание «Заслуженный деятель науки Республики Марий Эл». В 1997 году он стал лауреатом Государственной премии Республики Марий Эл. Награждён медалями ВДНХ.  

## Основные научные труды
Список основных научных трудов В. Г. Юдина:
- Исследование и создание баровых землерезных машин: диссертация ... кандидата технических наук: 05.00.00. — Томск – Фрунзе, 1966. — 230 с. разд. паг.: ил.
- Синтез оптимальных конструкций цепных землерезных машин: диссертация ... доктора технических наук: 05.05.06 / Марийский политехн. ин-т им. А. М. Горького. АН Кирг. ССР. Ин-т автоматики. — Йошкар-Ола, Фрунзе, 1989. — 474 с.: ил. + Прил. (412 с.: ил.).
- К вопросу автоматического регулирования режимов работы машин с цепным исполнительным органом // Техника и технология добычи природного облицовочного камня: сб. статей. — Фрунзе: Изд-во «Илим», 1985. — C.175—181.
- Цепные землерезные машины с унифицированными модульными механизмами //Строительные и дорожные машины. — 1989. — №7.  —С.4—7.
- Расчёт параметров землерезного органа по износостойкости элементов зацепления и шарниров цепи // «Совершенствование технологии и механизации строительного производства»: сб. ст. — Томск: Изд-во Том. ун-та, 1990. — С. 43—50.

## Звания и награды
- Заслуженный конструктор РСФСР (18 декабря 1991)[1][2] — за заслуги в области конструкторской деятельности[8]
- Заслуженный деятель науки Республики Марий Эл (1996)[1][2]
- Серебряная медаль ВДНХ (трижды)[1][2]
- Бронзовая медаль ВДНХ (дважды)[1][2]
- Государственная премия Республики Марий Эл (1997)[1][2]